# Francis Hastings, II conte di Huntingdon
Francis Hastings, II conte di Huntingdon (Ashby-de-la-Zouch, 1514 – 20 giugno 1561), è stato un nobile inglese.

## Biografia
Era il figlio primogenito di George Hastings, I conte di Huntingdon, e di sua moglie, Anne Stafford, contessa di Huntingdon, l'ex-amante di Enrico VIII.
Venne istruito da John Leland. Sua madre, ebbe una relazione con Enrico VIII nel 1510, la cui scoperta ha portato il marito a rinchiuderla in un convento e suo fratello lasciò la corte. La relazione tra sua madre e il sovrano continuò fino al 1513. Tuttavia, non ci sono riferimenti contemporanei alla possibilità che Francis sia un figlio illegittimo del re.
Suo padre è stato creato il primo conte di Huntingdon, da Enrico VIII d'Inghilterra, il 3 novembre 1529.

## Carriera
Nel 1533 venne nominato cavaliere del Bagno. Suo padre morì il 24 marzo 1544 e Francis gli succedette alla contea.
Era un sostenitore politico di John Dudley, I duca di Northumberland durante il protettorato di Edward Seymour, I duca di Somerset. Fu lui a guidare Somerset alla Torre di Londra per la sua prigionia, il 13 ottobre 1549. Fu premiato con la nomina a Cavaliere della Giarrettiera.
Il Regno d'Inghilterra era a quel punto in guerra con la Scozia e la Francia. Huntingdon è stato nominato tenente generale dell'esercito e comandante in capo della flotta in una campagna contro Boulogne-sur-Mer. La campagna ha portato, però, la firma della pace di Boulogne. Secondo i termini del trattato, tutte le richieste degli inglesi sono state incamerata in cambio di 400.000 corone. Nel 1553, fu ulteriormente premiato con diverse proprietà nel Leicestershire, in precedenza detenute da John Beaumont.
Fu tra i sostenitori di Jane Grey nel suo breve regno (10 - 19 luglio 1553), ma questo regno finì in rivolta a favore della cugina, Maria I d'Inghilterra. Huntingdon venne arrestato e incarcerato nella Torre di Londra, ma venne rilasciato nel 1554 e gli venne ordinato di arrestare Henry Grey, I duca di Suffolk.

## Matrimonio
Sposò, il 25 giugno 1532, Catherine Pole (1511-23 settembre 1576), figlia di Henry Pole, XI barone Montacute, e di Jane Neville. Hanno avuto undici figli:
- Frances Anne Hastings (1533-1574), sposò Henry Compton, I barone Compton, ebbero due figli;
- Henry Hastings, III conte di Huntingdon (1536-1595);
- William Hastings (1537);
- George Hastings, IV conte di Huntingdon (1540-1604);
- Sir Edward Hastings (1541-1603?), sposò Barbara Devereux, ebbero cinque figli;
- Catherine Hastings (1542-1576), sposò Henry Clinton, II conte di Lincoln, ebbero tre figli;
- Walter Hastings (1544-1616), sposò Joyce Roper, ebbero un figlio;
- Elizabeth Hastings (1546-1621), sposò Edward Somerset, IV conte di Worcester, ebbero quindici figli;
- Anne Hastings (1548);
- Francis Hastings (1550-1610), sposò in prime nozze Maud Longdord, sposò in seconde nozze Mary Watkins;
- Mary Hastings (1552).

## Morte
Morì nel 1561 e fu sepolto nella chiesa di St Helen, Ashby-de-la-Zouch.